# Hobro Idrætscenter
Hobro Idrætscenter er et større idrætskompleks med bl.a. et fodboldstadion i Hobro, som er hjemmebane for byens fodboldklub, Hobro IK.
Hobro Idrætscenter består af et fodboldstadion (DS Arena), to indendørshaller, multisal, svømmehal, skydebaner, boksehal og motionscenter.

## Fodboldstadion
Fodboldstadionet har en tilskuerkapacitet på 10.700 (3.050 overdækkede siddepladser). Tilskuerrekorden på DS-Arena fik et nyt loft den 16. marts 2015 i en
hjemmekamp mod Aab (1-0). Til kampen var der hele 6.596 tilskuere.
I år 2013 fik stadionet et lysanlæg, som stammer fra Aalborg Stadion hvor der i år 2011 blev installeret et nyt lysanlæg i takt med at Aalborg skulle 
være en af fire værtsbyer til U21-herrelandshold EM, og for at kunne udfylde kravene til lys skulle der et nyt anlæg til.
I 2014 efter Hobro IKs oprykning til Superligaen, blev der igangsat en renovering, så stadion nu opfylder DBU's krav til Superligastadions.